# Mindy Smith
Mindy Smith (Long Island (New York), 1 juni 1972) is een Amerikaanse singer-songwriter.

## Biografie
Smith werd bij haar geboorte geadopteerd door een niet-confessionele protestantse dominee en zijn vrouw, die koordirigent was in de kerk. Ze groeide op in Long Island. Na de dood van haar moeder aan kanker in 1991, bezocht Smith twee jaar het Cincinnati Bible College.
Smith en haar vader verhuisden naar Knoxville, waar ze begon te luisteren naar folk en bluegrass, Alison Krauss en The Cox Family. In 1998 verhuisde ze naar Nashville om een carrière te beginnen in de muziek. Twee jaar later bereikte ze de finale van een concours tijdens het Kerrville Folk Festival. Dit leidde tot een contract bij Big Yellow Dog Music.
Smith kreeg aandacht in 2003 toen ze een coverversie zong van Jolene van Dolly Parton voor het tributealbum Just Because I'm a Woman. Kort daarna tekende ze een contract bij Vanguard Records, waar haar debuutalbum One Moment More werd uitgebracht in 2004. Behalve voor Dolly Parton heeft ze bewondering voor John Prine, Alison Krauss, Patty Griffin, Shania Twain, Kris Kristofferson, Buddy Miller en Bill Gaither. Come to Jesus was haar grootste hit met airplay op de country-, christelijke, adult album alternative (AAA) en adult contemporary-radio. De song plaatste zich in de Adult Top 40-hitlijst op positie 32 van het Billboard magazine. In 2004 verscheen Smith op het Cambridge Folk Festival in het Verenigd Koninkrijk, dat landelijk werd uitgezonden bij de BBC-radio.
In oktober 2006 bracht Smith Out Loud uit, de eerste single van haar tweede album Long Island Shores. De song werd goed ontvangen bij AAA Rock Radio en Country Music Television (CMT). In januari 2007 zong ze Please Stay in The Tonight Show with Jay Leno. In oktober 2007 bracht ze het kerstalbum My Holiday uit. Ze schreef zes originele songs, waaronder I Know the Reason met Thad Cockrell. In augustus 2009 bracht Smith haar vierde studioalbum Stupid Love uit. Ze verscheen bij The Early Show in augustus 2009 om de eerste single Highs and Lows te presenteren. In september 2009, terwijl ze het album promootte bij de gesyndiceerde radioshow World Cafe, onthulde ze dat ze een obsessieve-compulsieve stoornis had. In juni 2012 bracht Smith het onafhankelijke studioalbum Mindy Smith uit.

## Liefdadigheid
In maart 2013 werkte Smith met winkelketen Anthropologie tijdens een winkel-optreden om geld en begrip in te zamelen voor de non-profitorganisatie Captain Planet Foundation (CPF). Anthropologie doneerde vijftien procent van de omzet in het eerste uur na Smiths optreden aan CPF.

## Onderscheidingen
- 2004: Best New/Emerging Artist of the Year,  Americana Music Association

## Discografie

### Singles
- 2003:	Jolene (met Dolly Parton)
- 2004:	Come to Jesus
- 2004: One: Moment More
- 2006:	Out Loud
- 2007:	Please Stay
- 2009:	Highs and Lows
- 2012:	Closer
- 2018:	Better Boat (met Kenny Chesney)

### Albums
- 2004: One Moment More (Vanguard Records)
- 2006: Long Island Shores (Vanguard Records)
- 2007: My Holiday (Vanguard Records)
- 2009: Stupid Love (Vanguard Records)
- 2012: Mindy Smith (Giant Leap/TVX)

### Ep's
- 2013: Snowed In (Giant Leap/TVX) (cd, download)

### Muziekvideo's
- 2003: Jolene
- 2004: Come to Jesus
- 2005: One Moment More
- 2006: Out Loud
- 2011: Taking You with Me
- 2012: Closer
- 2013: Anymore of This (met Matthew Perryman Jones)
- 2015: On Top of the World

- Bibliothèque nationale de France: cb16153652t (data)
- International Standard Name Identifier: 0000 0003 6280 9369
- Library of Congress Control Number: no2004076382
- MusicBrainz: c3ac0d79-8adc-42db-aa70-9ab15e980f3d
- SNAC: w6f051r1
- Virtual International Authority File: 228064473
- WorldCat: E39PBJdrFkmqvPkmF7DMK6Xw4q